# Mutú
Mutú (Mutús) je naziv za ostatke Timotean Indijanaca danas nastanjeni u državama Mérida i Barinas u Venezueli. Populacija im iznosi 200 ili više (1977 Merrill Seely).

## Općine i sela
U Méridi žive u općinama Sucre;  Tulio Febres Cordero; Miranda, ovi su porijeklom od Indijanaca Mucuxaman, Quindora, Chiquinpu, Mucumbas i Mucugua; i Arzobizpo Colón u naseljima Canaguá, Mijará, Mucuchachí i Chacantá. U državi Barinas žive u gradiću Mutús. 

## Vanjske poveznice
- Mutús